# Медиевистика
Медиевистиката е клон на историческата наука, занимаващ се с изследване на Средновековието. Като такъв има своя дълга история.

## Историческо развитие на медиевистиката
Формиране корените на медиевистиката могат да се търсят още в 15 век.
През 17 век медиевистиката изработва строги и критични методи за изследване на историческите извори, което я превръща в самостоятелен, сериозен и авторитетен клон на историческата наука.
Истински медиевистични исторически изследвания, в съвременния смисъл на това понятие, започват да се наблюдават през втората половина на 18 – 19 век. Това се дължи на няколко причини, основната от които е, че в процеса на формиране и изграждане на европейските национални държави, изискването на времето налагало възпитание чрез национална история, която започвала от средните векове.

## Водещи медиевисти
1. Томас Карлайл в Англия;
2. Леополд фон Ранке в Германия;
3. Жул Мишле във Франция;
4. Василий Ключевски в Русия;
5. Васил Златарски и Петър Мутафчиев в България;

За 19 век в областта на медиевистиката е характерна тенденцията за издаването на големи корпуси от извори за средновековната история на отделните страни. Най-важно място сред тези корпуси заема германския Monumenta Germaniae historica, който оказва голямо влияние за развитието на изследванията в останалите страни.
През 19-о столетие позитивисткото направление в медиевистиката е постепенно изместено от т.нар. школа на историческия синтез, която има своя най-известен представител в лицето на френския историк Фюстел дьо Куланж.
Влиянието на марксизма в медиевистиката се изразява в широкото застъпване на историческия материализъм с обяснението на историческите процеси и явления в социално-икономически план и предопределеност. Най-видния представител на марксическото направление в медиевистиката е социологът и историкът Макс Вебер.

## 20 век
През 20-о столетие обновлението на подхода и тематиката на медиевистичните изследвания се дължи в най-голяма степен на френската школа обединена около „Аналите“. Нейни основоположници са Анри Бер, Марк Блок и Люспен Льофевр, а техни продължители са Фернан Бродел, Роберто Лопец, Жорж Дюби, Робер Делор, Жак льо Гоф и др.
Известният италиански писател Умберто Еко е медиевист по образование.